# Black-Box-Warnung
Eine Black-Box-Warnung, manchmal auch Black-Label-Warnung, englisch: boxed warning (gerahmte Warnung) genannt, ist ein in den USA gültiger Weg, um auf dem Beipackzetteln von verschreibungspflichtigen Arzneimitteln vor schwerwiegenden Nebenwirkungen zu warnen. Der Name rührt von dem schwarzen Rahmen, der den Text der Warnung umgibt.

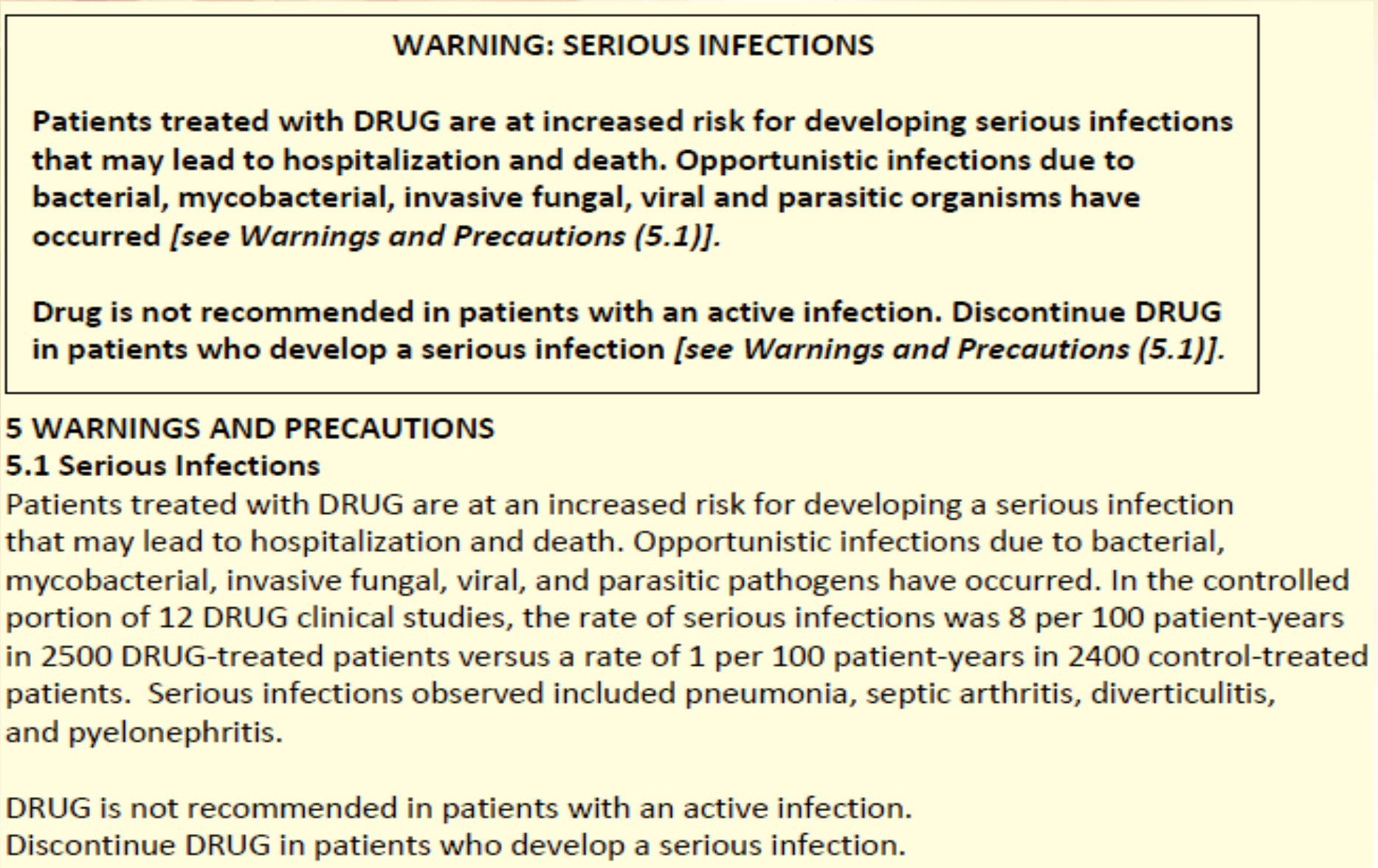
Beispiel der FDA für eine Black-Box-Warnung

Arzneimittelhersteller werden von der US-amerikanischen Arzneimittelzulassungs- und -überwachungsbehörde Food and Drug Administration (FDA) aufgefordert, eine Black-Box-Warnung aufzunehmen, wenn medizinische Studien Hinweise darauf geben, dass die Einnahme eines Arzneimittels mit einem Risiko schwerer oder sogar lebensbedrohlicher Nebenwirkungen einhergeht. Eine solche Warnung kann für Beipackzettel oder für Literatur zum jeweiligen Arzneimittel verlangt werden. Die Black-Box-Warnung ist die stärkste mögliche Form eines von der US-amerikanischen FDA verhängbaren Warnhinweises.
Beispiele:
- Warnung vor tödlichen Blutungsrisiken unter dem Antigerinnungsmittel Warfarin, wurde am 9. Oktober 2006 als Black-Box-Warnung eingesetzt.[2]
- Warnung vor dem Risiko von beschleunigtem Tumorwachstum bei Krebspatienten unter Erythropoietin, wurde am 8. November 2007 eingesetzt.[3]
- Warnung vor dem Risiko von Sehnenentzündungen und -abrissen unter der Antibiotikagruppe der Fluorchinolone, besteht seit dem 8. Juli 2008 als Black-Box-Warnung.[4]